# Roumanie aux Jeux olympiques d'hiver de 1928
Cet article contient des informations sur la participation et les résultats de la Roumanie aux Jeux olympiques d'hiver de 1928 à Saint-Moritz en Suisse. C'était la première participation de la Roumanie aux Jeux olympiques d'hiver. Elle était représentée par 10 athlètes, tous en bobsleigh. La délégation roumaine n'a pas remporté de médailles.